# Muddy (Illinois)
Muddy és una població dels Estats Units a l'estat d'Illinois. Segons el cens del 2000 tenia 78 habitants.

## Demografia
Segons el cens del 2000, Muddy tenia 78 habitants, 34 habitatges, i 21 famílies. La densitat de població era de 115,8 habitants/km².
Dels 34 habitatges en un 38,2% hi vivien nens de menys de 18 anys, en un 44,1% hi vivien parelles casades, en un 8,8% dones solteres, i en un 38,2% no eren unitats familiars. En el 38,2% dels habitatges hi vivien persones soles el 8,8% de les quals corresponia a persones de 65 anys o més que vivien soles. El nombre mitjà de persones vivint en cada habitatge era de 2,29 i el nombre mitjà de persones que vivien en cada família era de 2,95.
Per edats la població es repartia de la següent manera: un 24,4% tenia menys de 18 anys, un 17,9% entre 18 i 24, un 17,9% entre 25 i 44, un 26,9% de 45 a 60 i un 12,8% 65 anys o més.
L'edat mediana era de 34 anys. Per cada 100 dones de 18 o més anys hi havia 90,3 homes.
La renda mediana per habitatge era de 24.375 $ i la renda mediana per família de 28.750 $. Els homes tenien una renda mediana de 28.750 $ mentre que les dones 28.250 $. La renda per capita de la població era de 13.384 $. Cap de les famílies i el 7,7% de la població estaven per davall del llindar de pobresa.

## Poblacions properes
El següent diagrama mostra les poblacions més properes.